# Здание библиотеки духовной академии (Санкт-Петербург)
Здание библиотеки духовной академии — библиотечное здание духовной академии в Санкт-Петербурге.

## История
В июле 1879 года Хозяйственное управление при Священном Синоде приняло решение о строительстве отдельного здания для библиотеки Санкт-Петербургской духовной академии. Составленные архитектором Д. В. Люшиным чертежи и сметы на постройку каменного дома для помещения библиотеки и квартир для служащих были утверждены Строительным отделением Санкт-Петербургской городской управы 5 октября 1880 года. К началу строительных работ приступили весной 1881 года, строительство вёл подрядчик Д. А. Гордеев.
Здание библиотеки было построено в 1882 году и имело специальную систему отопления, которая учитывала режим хранения книг. Также был построен и библиотечный флигель. Библиотечное здание имеет два главных фасада — южный и северный (каждый со своим входом):
- южный — прямоугольный в плане, трёхэтажный с подвалом, с центральным и двумя боковыми ризалитами;
- северный — Т-образный в плане, двухэтажный с подвалом; имеет сильно выступающий центральный и два чуть выступающих боковых ризалита.

В 1906—1907 годах во флигеле был произведён капитальный ремонт по проекту гражданского инженера и архитектора Е. Л. Морозова, в результате чего были переделаны встроенные книжные шкафы, в окна вставлены металлические решётки, расширен ректорский балкон.
После Октябрьской революции, в 1918 году, Духовная академия была закрыта, а собрание рукописей библиотеки — национализировано. Впоследствии здание библиотеки неоднократно меняло свое назначение, и с 1965 года половина здания была отдана под нужды фондохранилища Российской национальной библиотеки. Другая его часть была занята различными организациями.
Весной 2018 года помещения Российской национальной библиотеки на основании закона о церковной реституции были переданы Духовной академии. В течение полутора лет длилось расселение шести коммунальных квартир в этом доме, и в ноябре 2019 года здание, являющееся объектом культурного наследия регионального значения, полностью перешло в ведение Санкт-Петербургской духовной академии.
В настоящее время библиотечный фонд академической библиотеки насчитывает около 310 000 экземпляров книг, периодических и нотных изданий. В состав библиотеки входят книги преимущественно богословского и церковно-исторического содержания. В 1999 году было оборудовано специальное книгохранилище на 80000 томов.